# Acronyches westcotti
Acronyches westcotti là một loài ruồi trong họ Asilidae. Acronyches westcotti được Martin miêu tả năm 1968. Loài này phân bố ở vùng Tân nhiệt đới.